# دهستان سورک (فرخ‌شهر)
دهستان سورک، یکی از دهستان‌های بخش دستگرد شهرستان فرخ‌شهر در استان چهارمحال و بختیاری ایران است. مرکز این دهستان، روستای سورک است.

## جمعیت
بر پایه سرشماری عمومی نفوس و مسکن در سال ۱۳۹۵، جمعیت دهستان سورک برابر با ۱٬۵۴۰ نفر بوده‌است.